# フェルナンド・カブラル
フェルナンド・カブラル（Fernando Cabral . 1900年2月27日 - 1978年11月10日）は、ポルトガル出身の指揮者。本名はアントーニオ・フェルナンド・リベイロ・カブラル(António Fernando Ribeiro Cabral)。
リスボンの生まれ。ポルトガル国立音楽院でトマス・ボルタ、ルイス・デ・フレイタス・ブランコ、ジュリア・カルドーナの薫陶を受け、アントーニオ・フラゴーソとデュオを組んでヴァイオリニストとして活動した。1924年にポルトガルの国立室内楽協会の弦楽合奏団を指揮してデビューを飾った。1927年にルートヴィヒ・ヴァン・ベートーヴェンの荘厳ミサ曲のポルトガル初演を指揮した。1953年にリスボン市議会の後援を受けてリスボン交響楽団を創設して首席指揮者を務めた。1961年に引退。

## ディスコグラフィ
- Fernando Cabral dirige / conducts Mozart, Luís de Freitas Branco, Schumann, Wagner - Discogs
- Mário João Alves; Madalena Matoso (2013) (ポルトガル語). Histórias da Música em Portugal. Edição em Português Publicado. ISBN 9789899856202 - 付録CD